# Ferdinand Aragonský (1363)
Ferdinand Aragonský (španělsky Fernando de Aragón, 1329 Valencie – 16. července 1363 Burriana) byl aragonský infant a markýz z Tortosy.

## Život
Narodil se jako druhorozený syn aragonského krále Alfonse IV. a jeho druhé choti Eleonory, dcery kastilského krále Ferdinanda IV. Roku 1354 se oženil s Marií, dcerou portugalského krále Petra. Snažil se získat trůn, po smrti nevlastního bratra Jakuba pokračoval ve vzpouře proti vládnoucímu bratrovi Petrovi IV. Roku 1348 po neúspěchu na bitevním poli odešel do Kastilie, kde se ve konfliktu mezi Kastilii a Aragonii připojil ke straně Petra Kastilského. Postupem času odešel z králova tábora na stranu jeho protivníka Jindřicha z Trastámary. V létě 1363 padl do bratrova zajetí a ten jej nechal zavraždit.
| „              | ... král Aragonu dal o několik dní později, po jídle, zajmout infanta Ferrana, kterého téhož dne pozval pod záminkou, že se chce se svými lidmi zúčastnit války s Francií. Protože se bránil, hned ho zabili... | “ |
| — Fernão Lopes | |   |

Byl pohřben ve františkánském klášteře v Léridě a později přesunut do společné tumby s rodiči v místní katedrále. Vdova Marie se po čase s královým svolením vrátila do Portugalska, kde záhy zesnula.